# لعبة نيوتن (مسلسل)
لعبة نيوتن (بالإنجليزية: Newton's Cradle)‏ هو مسلسل تلفزيوني درامي مصري عُرض في شهر رمضان لعام 1442 هـ ، من بطولة منى زكي، ومحمد فراج، ومحمد ممدوح، إخراج وتأليف تامر محسن. كان «تقاطع طرق» الاسم المقترح للمسلسل قبل تغييره إلى لعبة نيوتن.

## قصة المسلسل
يتخذ حازم وهنا قرارا بإنجاب وليدهما على الأراضي الأمريكية طمعًا في الجنسية، إلا أن عقبات كثيرة ستعترض طريقهما وتهدد بتدمير زواجهما، خاصة حين تبقى هنا في أمريكا ولا تعود.

## طاقم التمثيل
| - منى زكي:هنا سالم - محمد ممدوح:حازم إبراهيم - محمد فراج:مؤنس عبد الرحمن - سيد رجب:بدر أبو النجا - عائشة بن أحمد:أمينة - مايان السيد:يارا أخت هنا - آدم الشرقاوي:زياد / بيج زي (بالإنجليزية: Big Zee)‏ - أسامة الهادي:شامبا / حامد - علي قاسم:ضابط المباحث - محمد التاجي:إبراهيم والد حازم | - شادية عبد الحميد:زوجة والد مؤنس - مجدي السباعي: والد مؤنس - حنان يوسف:والدة حازم - ماجدة منير:سميحة والدة هنا - كريمة منصور:ناريمان القاضي والدة مؤنس - آلاء سنان:سارة زوجة مؤنس - نور إيهاب:منة أخت مؤنس - أشرف مهدي:عبد الله زوج رنا - أحمد طلعت:شاهين | - فاطمة عبد السلام - ياسمين ممدوح وافي:شيرين اخت مؤنس - نسرين طلعت:هبة - كريم محجوب - يوسف حسين الإمام:المخرج عمر - نانسي علم الدين:رنا أخت مؤنس - ماريمار فيغا - أندريس بيكيت - أدريانو كارفاليو |

شارك في التمثيل: محمد حسني: عبد الرحمن زوج شيرين - مصطفى سلامة - ماجد عبد العظيم - أحمد فؤاد - علي السبع - طارق سليمان:محامي حازم - كمال أدهم: المحامي ثروت مصطفى - يوسف المنصور - أحمد النمرسي - محمود القشيري - فكري سليم - عادل عزت - هدى عجيل - محمد شيرين - محمد المغربي - عبده العجمي - أثار وحيد:هاجر الخادمة - باسم موريس عدلي: موظف شركة السياحة - أميرة بدر - حسن قطب - عمار صبري- محمد حاتم - عزت زين - محمد الدسوقي - دورا - دينا السيد - محي ضرغام - علي شريف - محمد الزواي - أمير الغرباوي - نجيب الرفاعي - أشرف هوجان - أيهاب وجيه - علي سيف - مي شاهين - هالة عمر - راندا المهندس - أحمد وجدي - عبد الرحمن مجدي - أمال قطب - ساندي ساويرس - محمد أحمد - سالي سامسون - شيماء عبد العظيم - ميرنا هشام - انتصار حسن - شاهدنة - أيمن منتصر - محمد سويسي: صالح البواب - كمال أدهم - محمد درويش - دينا السيد - ياسمين جمال - أمير الغرباوي - سامح فكري - محمود عبد المعطي - أحمد باهر - هاني يوسف - كريم الصفتي - يحيي عبد العزيز - محمد يوسف - لانا عماد - أيمن منتصر - عماد حسن - عمرو عثمان - رضا أحمد - وليد أبو المعاطي - عبده عدمي - بهاء الخطيب - محمد سعد - سمير جوهر - أحمد حسني - أروى رفعت - رجب حامد - أحمد ترك - وليد أبو غزالة - محمود بيومي
الأطفال: مروان أحمد - أبراهيم حسام - أسر بلال - لي لي حسام - نرمين احمد - يوسف حازم - مازن بلال - رودنيا مسعد - مالك يحيي - حمدي أحمد فتحي - حسن أسلام - سيف بلال - علي شريف - سليم أحمد

## الجوائز
| السنة | الجائزة                                     | الفئة                 | النتيجة | المراجع.    |
| ----- | ------------------------------------------- | --------------------- | ------- | ----------- |
| 2021  | جائزة إي تي بالعربي لأفضل الأعمال الرمضانية | أفضل مسلسل دراما مصري | فوز     | [ 4 ] [ 5 ] |

## روابط خارجية
- مسلسل لعبة نيوتن على شاهد
- مسلسل Newton's Cradle على نتفليكس
- لعبة نيوتن على موقع IMDb (الإنجليزية)
- لعبة نيوتن على موقع نتفليكس (الإنجليزية)
- لعبة نيوتن على موقع قاعدة بيانات الأفلام العربية
- لعبة نيوتن على موقع ليتربوكسد (الإنجليزية)
- لعبة نيوتن على موقع كينوبويسك (الروسية)
- لعبة نيوتن على موقع قاعدة بيانات الفيلم (الإنجليزية)